# Remodernismo
El Remodernismo revive aspectos de la modernidad, sobre todo en su forma temprana, y sigue a la posmodernidad, a la cual contrasta. Sus seguidores lo proponen como un movimiento de ímpetu progresivo y radical, no reaccionario.
En 2000, Billy Childish y Charles Thomson, fundadores del movimiento artístico stuckismo, incitaron el remodernismo, con un manifiesto, Remodernismo es un intento de introducir un período de nueva espiritualidad en el arte, la cultura y la sociedad para reemplazar a la posmodernidad, la cual decían era cínica y de una decadencia espiritual. En 2002, una exposición de arte remodernista en Albuquerque fue acompañada por un ensayo del profesor Kevin Radley de la Universidad de California, Berkeley donde expresó que había una renovación de artistas trabajando sin la limitación de la ironía y el cinismo, y que había una renovación del sentido de la belleza.
En 2006, el Museo Stedelijk y la Universidad de Ámsterdam sostuvieron una plática acerca del remodernismo con Daniel Birnbaum y Alison Gingeras; la introducción de esta trató el renacimiento de la pintura como un posible retorno a los valores tradicionales modernistas, como la autenticidad, la autoexpresión y la autonomía, a diferencia de la práctica multimedia. En 2008, el crítico del periódico londinense Evening Standard, Ben Lewis, aplicó el término a tres nominados al  Premio Turner y los ubicó entre un movimiento que fue reviviendo el formalismo de principios del siglo XX; abogó por los valores de una estética familiarizada con la modestia, generosidad y emoción genuina.

## Historia
Charles Thomson y Billy Childish, fundadores del movimiento de arte stuckista, inauguraron el período remodernista  Su Manifiesto Remodernista fue publicado el 1 de marzo de 2000 en el que se promovía la visión, la autenticidad y la expresión personal, con énfasis en la pintura, subtitulado “hacia una nueva espiritualidad en el arte”.  Su premisa es que el potencial de la visión modernista no se ha cumplido, que su desarrollo ha ido en la dirección equivocada y que esta visión tiene que ser recuperada, redefinida y rediseñada. Aboga por la búsqueda de la verdad, el conocimiento y el significado, y desafía el formalismo.
Cuenta con una pequeña introducción, resumiendo: “El modernismo ha perdido progresivamente su camino, hasta finalmente ser derrocado por el abismo de tonterías posmodernistas”. Esto es seguido por 14 puntos haciendo hincapié en la valentía, la individualidad, la inclusión, la comunicación, la humanidad y la perenne contra el nihilismo, el materialismo científico y la "destrucción sin cerebro de la convención" Apunta a 7 estados:

La espiritualidad es el viaje del alma en la tierra. Su primer principio es una declaración de intenciones de enfrentar la verdad. La verdad es lo que es, independientemente de lo que queremos que sea. Ser un artista espiritual significa abordar resueltamente nuestras proyecciones, buenas y malas, lo atractivo y lo grotesco, nuestras fortalezas, así como las perturbaciones mentales, con el fin de conocernos a nosotros mismos y por lo tanto nuestra verdadera relación con los demás y nuestra conexión con lo divino.

El punto 9 dice: “El arte espiritual no es religión. La espiritualidad es la búsqueda de la humanidad para entenderse a sí misma y encuentra su simbología a través de la claridad y la integridad de sus artistas”. El punto 12 vincula el uso de la palabra “Dios” al entusiasmo—de la raíz griega theos (para ser poseídos por Dios).
El resumen al final comienza, "Es bastante claro para cualquiera de una disposición mental ordenada que lo que es ahora presentado, muy en serio, como arte por la élite gobernante, es la prueba de que un desarrollo aparentemente racional de un cuerpo de ideas ha ido seriamente mal ", y encuentra que la solución es un renacimiento espiritual, porque "no hay otro lugar para el arte. El mandato del stuckismo es iniciar ahora ese renacimiento espiritual."

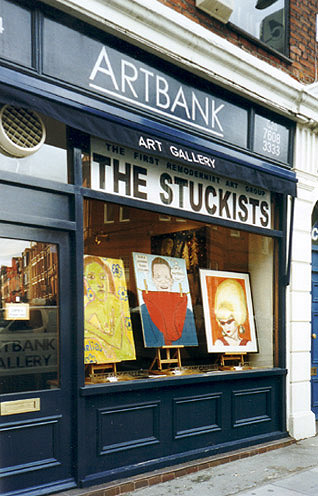
Show, The Stuckists: The First Remodernist Art Group, para lanzar el libro del mismo nombr. Londres EC1, marzo de 2001.

Childish y Thomson enviaron su Manifiesto Remodernista a Sir Nicholas Serota, director de la Tate Gallery, que respondió: "Usted no se sorprenda al saber que no tengo ningún comentario que hacer sobre su carta, o su Manifiesto Remodernista”."
En marzo de 2000 los stuckistas declararon ser el primer grupo de arte remodernista en una exhibición La dimisión de Sir Nicholas Serota. En abril, el remodernismo fue citado en The Gulf News (EAU). En mayo el periódico The Observer anunció un espectáculo stuckista: "A medida que el grupo fundador de un movimiento de arte auto-nombrado llamado remodernismo, se destacan en un billete de arte que está en contra del conceptualismo inteligente y a favor de una integridad más emocional y espiritual en el arte a través de la pintura figurativa".
"
En junio, Thomson y Childish dieron una charla sobre stuckismo y remodernismo en el Salón de Artes, Kensington, promovida por el Institute of Ideas. El mismo mes los "Estudiantes de stuckismo" también dieron "una exhibición remodernista" El Instituto de Remodernismo fue fundado por el Dr. Khatereh Ahmadi.
En 2001, Thomson se puso de pie en las elecciones generales del Reino Unido, declarando, "El Partido Stuckista pretende acercar las ideas del stuckismo y el remodernismo a la esfera política”.

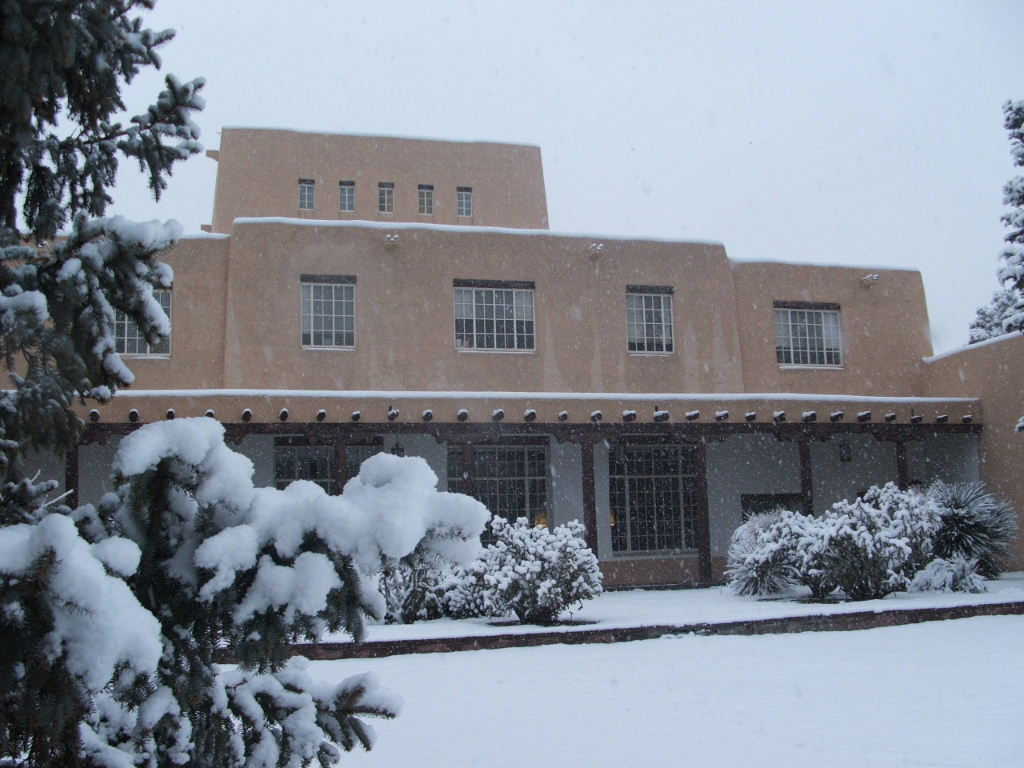
La Universidad de Nuevo México: graduados presentan una exposición sobre remodernismo.

En enero de 2002, Magnifico Arts presentó un espectáculo ReMo: ReModernism de los estudiantes de postgrado de la Universidad de Nuevo México.En una plática con artistas, Kevin Radley, un profesor de arte en la Universidad de California, Berkeley dijo, “El remodernismo no se trata de ir hacia atrás, sino hacia adelante sobre la creciente” en un ensayo que acompañó la exposición, Radley escribió:

...parece que hay un resurgimiento de la confianza en la singular voz del artista—una renovación de la creencia de que un artista puede explorar sus propias naturalezas sin las restricciones de la ironía , el cinismo o la didáctica . Para volver a ponerse en contacto con las nociones de presencia, reinventar su sentido de la belleza y renovar nuestra necesidad de intimidad.

El curador Yoshimi Hayashi, dijo:

ReMo incorpora ideas de la modernidad, el avantegardismo y el Post Modernismo; las cuales sintetizan una alternativa y un tiempo real contemporáneo que se aproxima al arte. En ReMo, temas como el multiculturalismo, la ironía, lo sublime, y la identidad se llegan a contemplar; sin embargo, no se convierten en arte por sí mismos. La reconsideración y redefinición de las tradiciones no son buscadas por mero deconstruccionismo, sino más bien para la conexión de nuevas ideas. Por lo tanto, por definición, ReMo es fundamentalmente celular y sus raíces provienen de la configuración del arte provincial

En 2003, el grupo independiente, Fotógrafos Stuckistas, fundado por Andy Bullock y Larry Dunstan, hizo una declaración de apoyo para el Re Modernismo.
En el 2004, los Defastenists, un nuevo grupo de creativos en Irlanda, se declararon a sí mismos como re modernistas. La galería de arte re modernista, "The Deatrick Gallery”, fue fundada en Louisville, Kentucky. Los cineastas/ cinefotógrafos americanos Jesse Richards y Harris Smith fueron co- fundadores del que sería el nuevo grupo Re modernista de cine y fotografía con énfasis en el significado emocional y caracterizado por elementos del expresionismo, de la nueva ola y creación fílmica trascendental.
El artista stokista Bill Lewis, fue entrevistado por la BBC en Liverpool Biennial en el 2004, dijo que el Re modernismo  "no era un movimiento como tal" pero si un retorno al inicio del modernismo con el fin de poder seguir adelante con un arte en un nuevo paradigma. Para "Re modernizarse" es "ir de nuevo a la raíz, comenzando con una pintura… y ver a dónde va". Dijo que esto había sido llamado reaccionario, pero era radical "en el verdadero sentido de la palabra".  El artista stukista neoyorquino Terry Marks dijo que el Re modernismo postula que el modernismo había comenzado en buena dirección, pero cambio a solo "una idea", y que era necesario volver al punto de partida para tomar una dirección alternativa sin explorar: "para perseguir una creación de arte que fuese más concreta y accesible a más personas, y saber a dónde nos lleva".
En 2004, Luke Heighton escribió en la revista  "The Future", "Remodernismo, al parecer, está aquí para quedarse, nos guste o no.” Alex Kapranos de Franz Ferdinand declaró en el 2004 "un buen año para el Re modernismo- por tener las agallas de sugerir que los artistas pueden tener almas"."
En agosto de 2005 un show de arte Addressing the Shadow and Making Friends with Wild Dogs: Remodernism (un título tomado de una línea en el manifiesto del Re modernismo) se llevó a cabo en la galería 313 del CBGB´s en Nueva York. Nueva York. El artista y bloguero Mark Vallen dijo:¨A mediados de la década de 1970 el punk rock nació en un club nocturno pequeño y húmedo llamado CBGB´s.  Todo comenzó cuando los roqueros como la Televisión, los Ramones y Patti Smith lanzaron un asalto frontal en el monolito del corporativo rock'n roll. Ahora otra revuelta artística, Re modernismo, está a punto de ampliar su ofensiva desde el lugar de nacimiento del punk.”

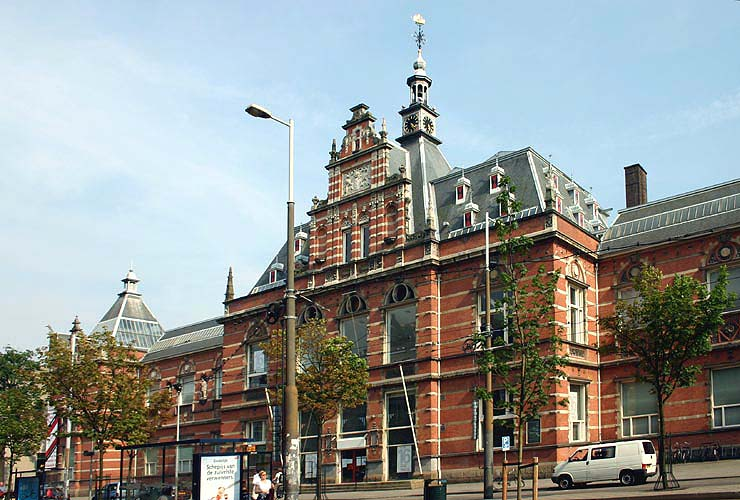
The Stedelijk Museum: in 2006, it staged a talk on remodernism with the University of Amsterdam.

El 10 de mayo de 2006, el Museo Stedelijk  y la Universidad de Ámsterdam realizaron conferencias sobre el Re modernismo llevadas a cabo por Daniel Birnbaum, editor de "Artforum", y Alison Gingeras, conservadora asistente, Guggenheim Museum, Guggenheim Museum. El resumen es:

Recientemente, hemos sido testigos de otro resurgimiento en el interés por la pintura. ¿Deberíamos ver la revitalización de este medio antiguo como un retorno a los valores tradicionales modernistas como la autonomía, autenticidad y auto-expresión? Si en realidad podemos hablar del regreso del modernismo (Re modrenismo), ¿En donde podemos colocar la práctica multimedial y transdisciplinaria en las artes?

En agosto de 2006, un grupo en internet llamado "The Remodernists of Deviantart" (Los Remodernistas de Deviantart) fue fundado por Clay Martin. El grupo está compuesto por artistas activos en el sitio deviantart.com.
En 2006, el artista Matt Bray dijo, “No deseo ser considerado como “Stockista”, por considerar algunas de sus creaciones innecesarias. Los Stockistas son el primero y el grupo más famoso Remodernista, por ello, y por atraer mi atención con este manifiesto particular, les agradezco." En mayo de 2007, con el cantante de punk Adam Bray, él creó el “Mad Monk Collective” en  Folkestone, Inglaterra, Inglaterra, para promover el Remodernismo.
En enero de 2008, el crítico, Ben Lewis, del periódico londinense Evening Standard, dijo el año verá “el invento de una nueva palabra para describir el resurgimiento del modernismo: “Remodernismo” ingreso a las nominaciones de  Turner Prize, los nominados Mark Leckey, Runa Islam y Goshka Macuga, como “parte de un movimiento que revive el formalismo del siglo 20” alabando a Macuga por su “corazonada, modestia y espíritu generoso asetico”, en donde comento que había mayor necesidad hoy. En abril de 2009, el describió a Catalina Niculescu, artista Rumana, utilizando “un nostálgico filme de 16mm, como una tendencia significativa en el arte de la fetichización de los recortes de la modernidad: ". Llamémoslo Remodernismo"
El 27 de agosto de 2008, Jesse Richards publicó un Manifiesto de Cine Remodernista, pidiendo una “nueva espiritualidad en el cine”, el uso de la intuición al crear cine, así como concebir el cine Re modernista como “simple, minimalista, lírico y punk”. El manifiesto crítica a Stanley Kubrick, quien es un cineasta que utiliza el vídeo digital y el Dogma 95. El punto 4 dice:

Las ideas japonesas de  wabi-sabi (la belleza de la imperfección) y mono no aware (la conciencia de la fugacidad de las cosas y los sentimientos agridulces que acompaña a su paso), tiene la capacidad de mostrar la verdad de la existencia, y debería ser siempre considerada en la creación de películas Re modernistas.

 Más tarde, en el 2009 apareció en la revista MungBeing un ensayo sobre las películas Re modernistas, donde Richards discute sobre el remodernismo en relación con la artesanía:

El remodernismo, en general, acoge el valor del amateur, así que la realización es algo extraño para pensar. La artesanía es, usualmente, sobre buscar la perfección, sin defectos, ser "profesional". Eso no me gusta. Pero, si consideras crear algo que puede crecer y ser desarrollado, eso me gusta. Me gusta la idea de cineastas enseñándose a sí mismos a pintar cuadros, a tratar de actuar en sus propias películas y eso de otros (especialmente de aquellos que son tímidos), de ser modelos desnudos para otros artistas, de meditar, de adorar si son religiosos, de haber cosas que afectan sus niveles de conciencia, probar cosas que les hacen sentir nerviosos, incómodos, ir afuera y ser envuelto en vida, encontrar aventura, saltar al océano. Pienso que eso es la exploración de la creación/artesanía.

En 2009, Nick Christos y otros estudiantes de Florida Atlantic University fundaron el grupo "Stuckistas de Miami". Christos dijo: "El stuckismo es un des nacimiento del modernismo, es el re-modernismo"."

## Lecturas
- Ed. Katherine Evans (2000), The Stuckists: The First Remodernist Art Group, Victoria Press, ISBN 0-907165-27-3
- Ed. Frank Milner (2004), The Stuckists Punk Victorian, National Museums Liverpool, ISBN 1-902700-27-9